# Sten Almerstam
Sten Filip Gillis Almerstam, född 21 april 1909 i Linköpings församling, Östergötlands län, död 28 juni 2009 i Nylöse församling, Västra Götalands län, var en svensk präst.

## Biografi
Sten Almerstam föddes 1909 i Linköping. Han var son till trädgårdsförmannen Gillis Andersson och Jenny Philipsson. Almerstam avlade 1929 studentexamen och 1934 teologie kandidatexamen vid Lunds universitet. Han blev 1935 pastorsadjunkt i Norrköpings Östra Eneby församling och 1938 komminister i Gladhammars församling. År 1948 blev han kyrkoherde i Ljungs församling och 1959 i Motala församling. Almerstam blev 1969 kontraktsprost i Aska och Dals kontrakt.
Han var ordförande från 1959 för Motala-Vinnerstads kyrkoråd och 1963 vice ordförande i Motalla-Vinnerstads kyrkofullmäktige. Almerstam var medlem i Odd Fellow och TT.
På fritiden ägnade han sig åt sång och musik.

### Familj
Almerstam gifte sig 1942 med folkskolläraren Ingrid Hultberg (född 1919), dotter till godsägaren Hjalmar Hultberg och Olga Johansson.